# 風の松原

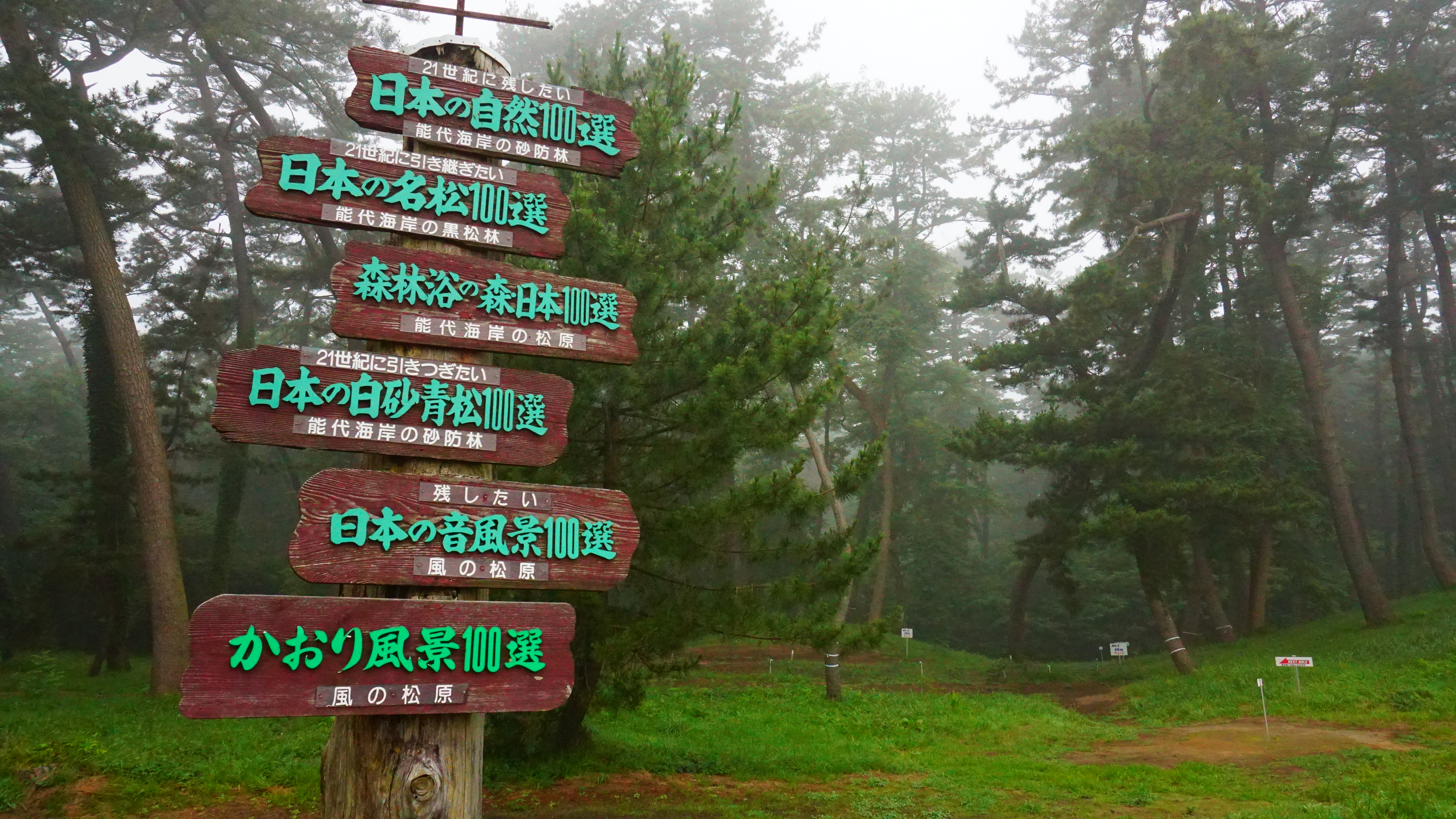
風の松原

風の松原（かぜのまつばら）とは、秋田県能代市の海岸に面した約700万本のクロマツによる海岸防災林のことである。760haの全域が保安林に指定されており、砂防林、防砂林、防潮林、防風林などの複合的機能を持つ。保健保安林でもあり、林内には、サイクリングコースやジョギングコースが設けられ市民の憩いの場にもなっている。

## 概要
「風の松原」という名称は、1987年に市の公募により決定した。東西幅1km、南北総延長14km、約760haの面積にクロマツ約700万本が松林を形成している。この東京ドーム163個分の面積の松林は日本最大級であり、日本五大松原にも数えられている。国有林としては能代市中心部沿岸が後谷地国有林、米代川を挟んだ向能代地区が大開浜国有林であり、その中間部には日和山、能代公園が位置する。松原の中心部には1周2kmのトリムランニングコース、健康づくりの道、散策路が設けられているほか、いこいの広場、水辺の広場、アスレチックなどがある。学校行事の駅伝大会などで利用されるほか、散策イベントなどのレクリエーションが行われている。また、バードウォッチングやきのこ狩りも楽しまれている。風の松原は日本の白砂青松100選など6つの100選にも選ばれている。

## 歴史

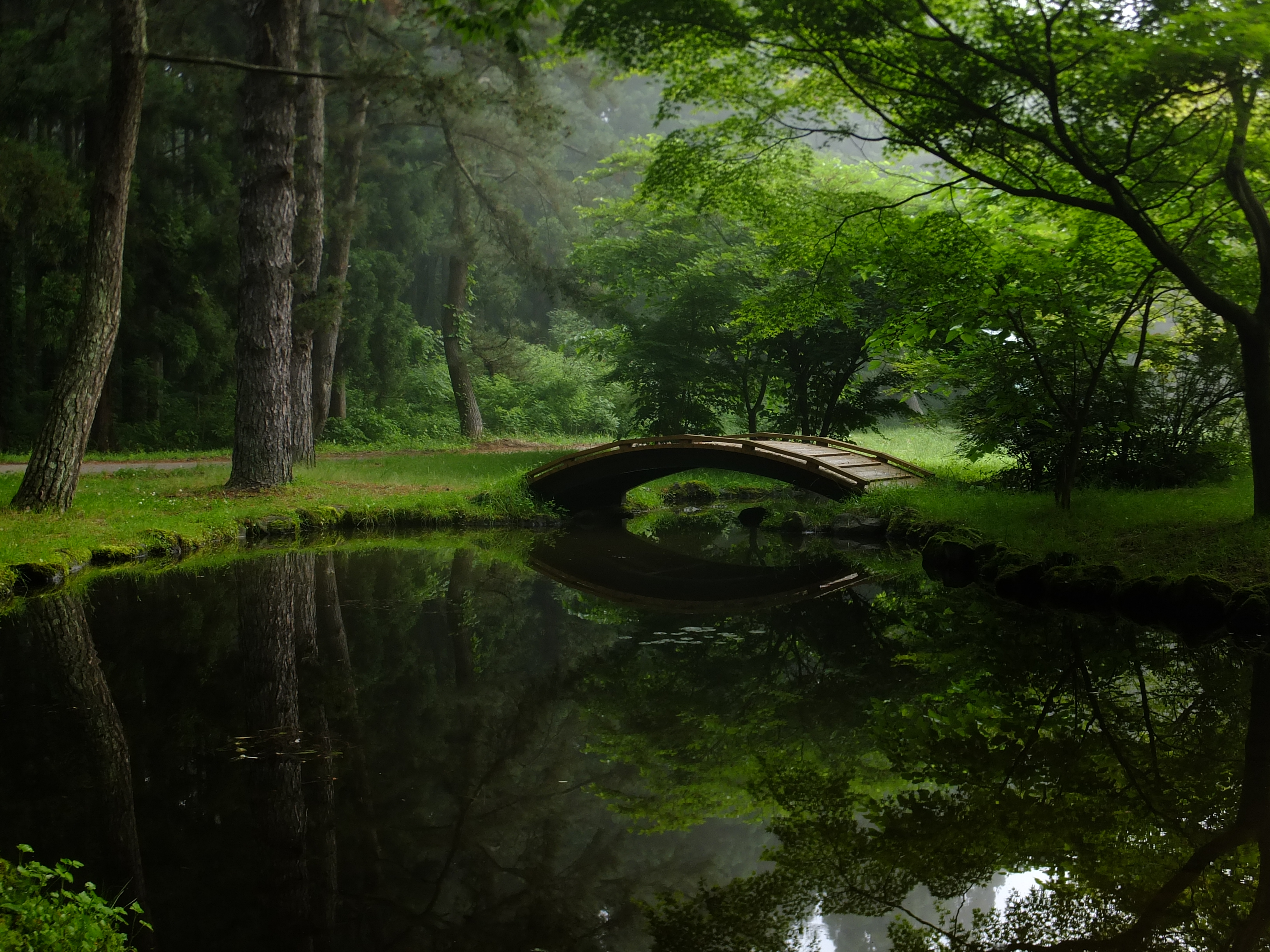
風の松原内の小庭園と池

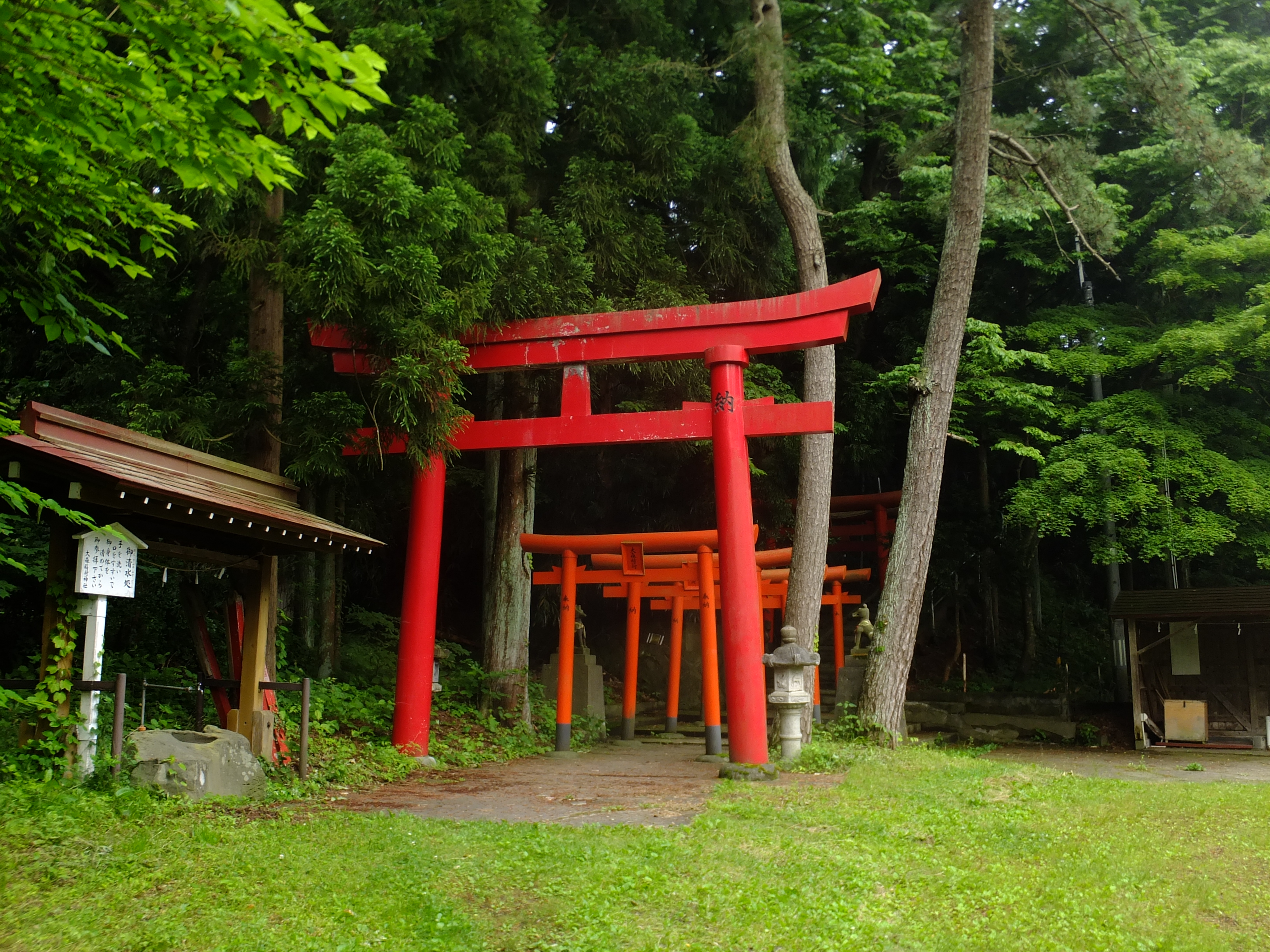
風の松原内の大森稲荷神社

古くから能代の海岸は砂による家屋や農地の埋没、米代川の閉塞などの被害を受けており、地形の激変や集落の移転を余儀なくされた事例も多数記録されている。市街地が発展した藩政時代になると砂留めの必要性が高まり、1711年（正徳元年）に廻船問屋の越後屋太郎右衛門と庄屋の村井久右エ門が私財を投じて植林に着手。その後久保田藩からは砂留吟味役、栗田定之丞、能代木山方賀藤景林親子が植林をするなどして公民ともに多数の人々が松を植え続け、ハマナスやアキグミなどの風に強い植物を最初に植えて砂地を固める事、防風柵を立てて幼木を守る事などの技術を蓄積していった。松原は燃料目的の伐採や食料になる草の採取、太平洋戦争中には山火事や松根油の採取などで衰退と発展を繰り返してきたが、戦後の植栽からは保安林指定を受けるなどして安定維持に至っている。

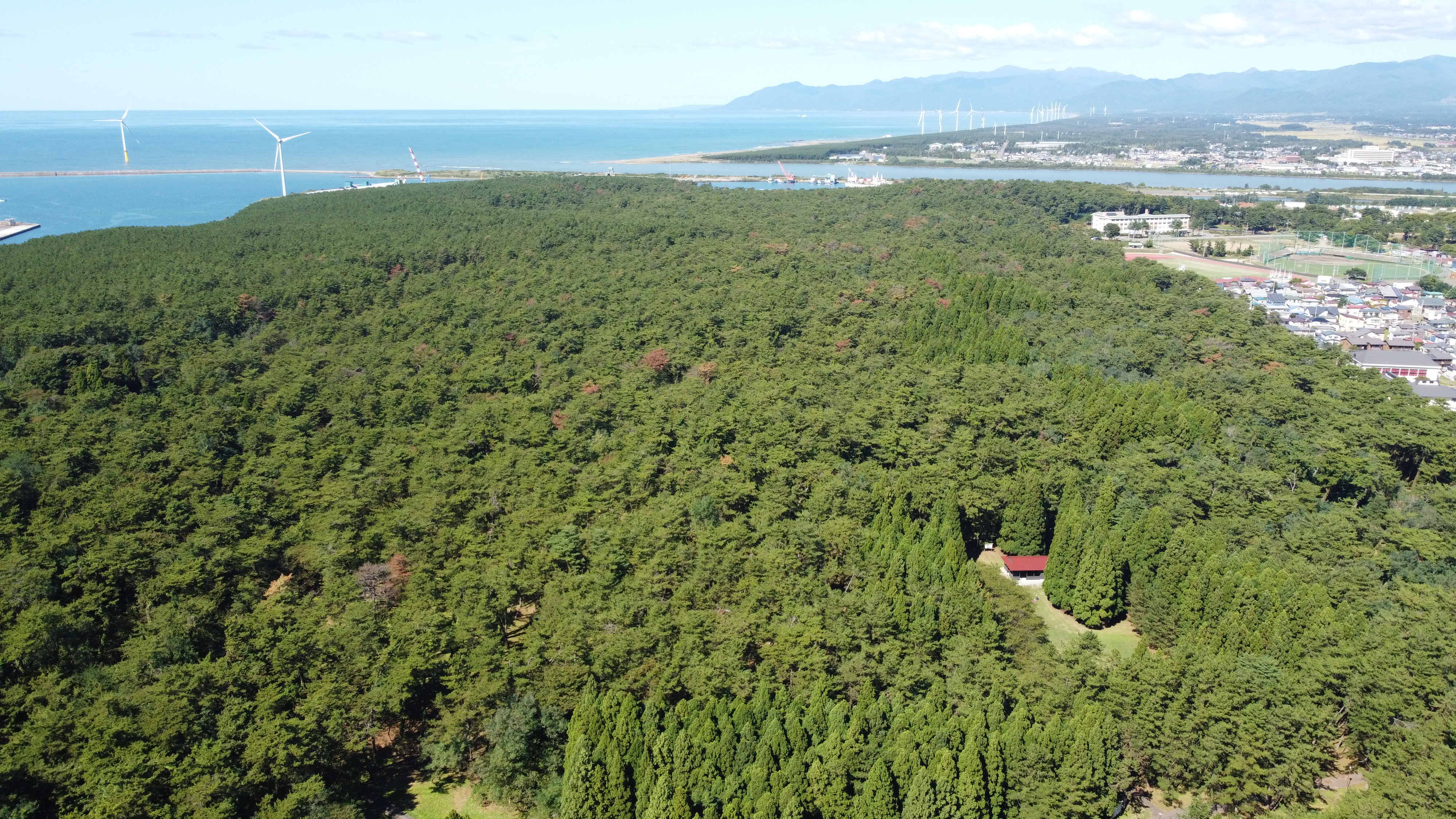
風の松原 空撮

風の松原は長年単なる「砂防林」と呼ばれ共用林として生活利用されていたが、昭和後期には能代港地区整備に伴う伐採に対して市民有志による「砂防林を愛する会」が結成され1万1千人余署名の反対運動が起きたことや、日本海中部地震の津波から松原によって保持された砂丘が市街地を守ったと評価されるなど保全と親愛の機運が高まり、市民により愛着をもってもらう事を目的として名前が公募され1987年に風の松原と決定した。また同時に松の幼木を育成していた区域を整備して「いこいの広場」なども作られた。平成に入ってからはマツクイムシ防除が行われるなど保全活動は続けられている。

### 年表
- 江戸時代初頭　冬の季節風による飛砂で、農地などに大きな被害が出た。
- 1670年　野代（能代）の医師、長尾祐達が防砂を提唱する。
- 1711年　廻船問屋の越後屋太郎右エ門、庄屋の村井久右エ門の自費によりクロマツの植栽が始まる。以後、篤志家による植栽が断続的に続くが、気象害や住民が燃料に用いるなどにより定着せず荒廃した。
- 1797年　郡方砂留吟味役、栗田定之丞が久保田藩内のクロマツの植栽を開始。
- 1833年　能代木山方、賀藤景林が植えたクロマツが76万本となる。
- 1858年　賀藤景林の子、景琴が植えたクロマツが30万本となる。
- 1912年　ハマナスの採取により松原が衰退する。
- 1921年　後谷地で国営造林事業開始。林区署が植林を計画、着手する。
- 1944年　松根油の採取が行われる。
- 1971年　市民による伐採反対運動が起きる。
- 1983年　日本海中部地震が発生し、臨海部が津波を受ける。
- 1987年　市の公募により愛称が「風の松原」に決定する。
- 1989年　日本三大松原に風の松原らを加えた日本五大松原サミットが開催される。

## 生息生物
風の松原はクロマツを主体とする砂防林であるが、規模と密度から多様な生態系を形成している。
- 哺乳類：キツネ、タヌキ、ウサギ、リスなど
- 鳥類：アカゲラ、オオルリ、アオジ、オオタカなど数十種
- 昆虫：カラスアゲハ、アオハダトンボ、アオスジアゲハなど多種
- 植物：カスミザクラ、コマユミなど多種

## マツクイムシによる被害
冷涼な地域には拡大しないと考えられてきたマツクイムシの被害地は年々北上。1999年には、風の松原にも被害木が発見されるようになった。その後も被害は拡大してたが、薬剤散布や樹幹注入によって地域一帯のマツクイムシの被害がピーク時の四分の一に減少したことが2021年に確認され、防除が続けられている。

## イベント
- 風の松原を守る市民ボランティア大会

## 関連神社
- 大森稲荷神社：風の松原内にある稲荷神社。
- 景林神社：隣接する能代公園にあり、風の松原の植林に携わった賀藤景林を祀る。
- 栗田神社：能代市豊祥岱にあり、風の松原の植林に携わった栗田定之丞を祀る。

## 関連作品
- 「街道をゆく29　秋田県散歩/飛騨紀行」（司馬遼太郎）

## 参考資料
1. ↑  風に学んで（能代海岸防災林の造成の記録） 東北森林管理局米代西部森林管理署 （2021年11月29日閲覧）
2. ↑  ふるさと小紀行［能代市・はまなす展望台］地域を一望、憩いの場｜秋田魁新報電子版（2017年8月4日閲覧）
3. 1 2  砂防林の古今｜北羽新報（2021年11月29日閲覧）
4. 1 2  大野泰宏「能代の街を飛砂から守る海岸防災林造成事業（風の松原）（秋田県 能代市）」『水利科学』第59巻第6号、水利科学研究所、2016年、140-154頁、doi:10.20820/suirikagaku.59.6_140、ISSN 0039-4858、NAID 130006836731、2021年11月29日閲覧。
5. ↑  対策奏功、松くい虫被害減少 北羽新報（2021年11月29日閲覧）